# Ivan Simolin
Ivan (Johan Mattias) Matvejevitj Simolin, född 17 juli 1720 i Reval, död 19 september 1799 i Wien, var en rysk diplomat. 
Simolin, vars far var kyrkoherde i svensk-finska församlingen i Reval, tillhörde en släkt från Åbo. Han tjänstgjorde redan vid fredskongressen i Åbo 1743 och anställdes kort därefter vid ryska legationen i Stockholm, där han tjänade under Johann Albrecht von Korff och Nikita Panin samt var ryske ministerns högra hand vid alla försöken att öka splitet och missnöjet i Sverige. Genom sin verksamhet i fråga om de finländska självständighetsplanerna blev han så hatad att han även anklagades för att ha varit delaktig i den eldsvåda, som drabbade Stockholm 1751. 
Simolin blev 1754 (tillsammans med sin äldre bror, Gustaf Alexander Simolin, född 1715 i Åbo, rysk ministerresident i Mitau) av tysk-romerske kejsaren Frans I upphöjd i tyskt riksadligt stånd, var 1766 ryskt sändebud vid riksdagen i Regensburg, åtföljde som diplomatisk agent fältmarskalken Pjotr Rumjantsev i turkiska fälttåget, avslöt den 30 maj 1772 stilleståndet i Giurgiu, var 1773 ryskt sändebud i Köpenhamn och flyttades 1775 i samma egenskap till Stockholm, där man, ihågkommande hans förra vistelse, högst ogärna tog emot honom och där hans tid upptogs av ständiga trakasserier och intriger. Emellertid upphöjdes han 1776, tillsammans med sin bror, av kung Stanisław August i polskt friherrligt stånd. 
I september 1778, samtidigt med riksdagskallelsen, lät Gustav III i Sankt Petersburg framföra sin önskan om Simolins återkallande, vilken begäran kejsarinnan genast biföll. År 1780 var Simolin sändebud i London, där den då mellan de nordiska makterna ingångna, främst mot England riktade väpnade neutraliteten beredde honom en svår ställning. 
År 1787 flyttades Simolin som sändebud till Paris. Det var han, som till Marie-Antoinette utfärdade och förmådde franske utrikesministern Armand Marc de Montmorin Saint-Hérem att påteckna det bekanta, på fru von Korff ställda passet, vilket av den kungliga familjen begagnades vid dess flykt. Sedan de diplomatiska förhållandena mellan Ryssland och Frankrike blivit avbrutna, levde han flera år som enskild person i Frankfurt am Main.  År 1799 kallades han till president för riksjustitiekollegium i Sankt Petersburg, men avled på resan dit.